# Pierre-Joseph-Guillaume Zimmermann
Pierre-Joseph-Guillaume Zimmermann (1785—1853) var en fransk klaverspiller.
Zimmermann var lærer ved konservatoriet i Paris og en bekendt pædagog, der har komponeret etuder, koncerter etc. for klaver og skrevet en stor Encyclopédie du pianiste i 3 bind. 